# Lantarón
Lantarón är en kommun i Spanien. Den ligger i Álavaprovinsen i södra delen av den autonoma regionen Baskien i norra delen av landet, 270 km norr om huvudstaden Madrid. Antalet invånare är 926 (2024).